# 玉井 (遊技業)
株式会社玉井は、高知県高知市に本社を置き、パチンコホールやホテルの運営を行っている企業。

## 概要
高知県東部において、「タマイセンター」の名称でパチンコホール9店舗の運営を行っている他、安芸市において「ホテルTAMAI」の運営を行っている。
1949年4月に創立し、高知県内にてパチンコホールの運営を開始し、1958年4月に法人へ改組。1971年に東京都へ、1986年には横浜市と松山市へ進出するなど、高知県外にも出店を進め、ピーク時には全国で21店舗を運営し、1992年3月期には約628億円の売上があった。
しかし、バブル景気の時期に実施した積極的な投資が裏目となり、ファイナンス会社の支援を受けた上で経営再建を図ることになり、不採算店舗の閉鎖や高知県外から撤退するなどの経営改善を図ったが、消費低迷や大手パチンコチェーンの高知県への進出、遊技機の規制強化などで売上は低下していった。
その後も不採算店舗の閉鎖、遊技機の売却、店舗のリニューアルを行ったが経営は改善されず、設備投資に伴う借入金が経営を圧迫していたことから、株式会社玉井は第二会社方式での再建を図ることになり、2018年1月22日に事業を承継する新会社として株式会社玉井会館を設立。玉井が手掛けていた事業は同年4月1日付で玉井会館から商号変更された株式会社玉井（新社）へ全事業が譲渡され、「タマイセンター」と「ホテルTAMAI」は新社で運営することになった。
株式会社玉井（旧社）は2018年4月1日に土高興業株式会社へ商号変更され、同年12月3日に登記上の本店を高知市から東京都中央区へ移転し、同年12月13日に解散を決議。2019年3月29日に東京地方裁判所から特別清算開始決定を受けた。負債総額は約110億円。
玉井（新社）は2019年4月12日に、高知新聞などの土高興業の特別清算開始決定の報道に関して、「タマイセンターとホテルTAMAIは通常通り営業する」とコメントした。

## 沿革
- 1949年4月 - 創立。高知県内においてパチンコホールの展開を開始。
- 1958年4月 - 法人へ改組。
- 1971年 - 東京都へ進出。
- 1986年 - 神奈川県と愛媛県へ進出。
- 2018年
  - 1月22日 - 株式会社玉井の事業を承継する新会社として、株式会社玉井会館を設立。
  - 4月1日 - 株式会社玉井会館から商号変更された株式会社玉井（新社）へ全事業を譲渡。株式会社玉井（旧社）は土高興業株式会社へ商号変更。
  - 12月3日 -  土高興業の本店所在地を高知市から東京都中央区へ移転。
  - 12月13日 - 土高興業の解散を決議。
- 2019年
  - 3月29日 - 土高興業が東京地方裁判所から特別清算開始決定を受ける。
  - 12月6日 - 土高興業の法人格消滅。

## タマイセンター
高知市、南国市、香南市、安芸市、田野町、室戸市、佐川町で9店舗を展開。

## 関連会社
ホテルTAMAI